# ピンク・レディーの不思議な旅
『ピンク・レディーの不思議な旅』（ピンク・レディーのふしぎなたび、MAGICAL MUSIC TOUR）は、ピンク・レディーのオリジナルとしては3枚目となるアルバム。1979年8月5日にビクター音楽産業（現、ビクターエンタテインメント）より発売された。
- 世界各地がテーマになっているバラエティー豊かなアルバムである。
- シングルとしては「波乗りパイレーツ」がU.S.A.吹込盤で収録されている。
- 2002年12月15日にCD化。レーベルはViViD SOUND。

## 収録曲
- 全作詞：阿久悠

SideA
1. オープニング・テーマ
2. リオの女王
  - 作曲・編曲：佐藤準
3. チャイナ・タウン
  - 作曲・編曲：梅垣達志
4. 悲しき草原
  - 作曲・編曲：佐藤準
5. 空とぶじゅうたんエロチカ
  - 作曲・編曲：佐藤準
6. カルメン・シャワー
  - 作曲・編曲：馬飼野康二
7. 恋愛印象派
  - 作曲・編曲：馬飼野康二

SideB
1. 波乗りパイレーツ
  - 作曲：都倉俊一/編曲：Paul Fauerso
  - 無表記だが、シングルB面に収録されているU.S.A.吹込盤である。
2. ナイルの赤い月
  - 作曲・編曲：川口真
3. 女は勝負する
  - 作曲・編曲：和泉常寛
4. オリエンタル・フィーリング
  - 作曲・編曲：梅垣達志
5. 南太平洋
  - 作曲・編曲：和泉常寛
6. 惑星ハネムーン
  - 作曲・編曲：川口真
7. エンディング・テーマ